# Можайка (Бурятия)
Можа́йка (бур. Мужыха) — посёлок в Еравнинском районе Бурятии. Административный центр сельского поселения «Эгитуйское».

## География

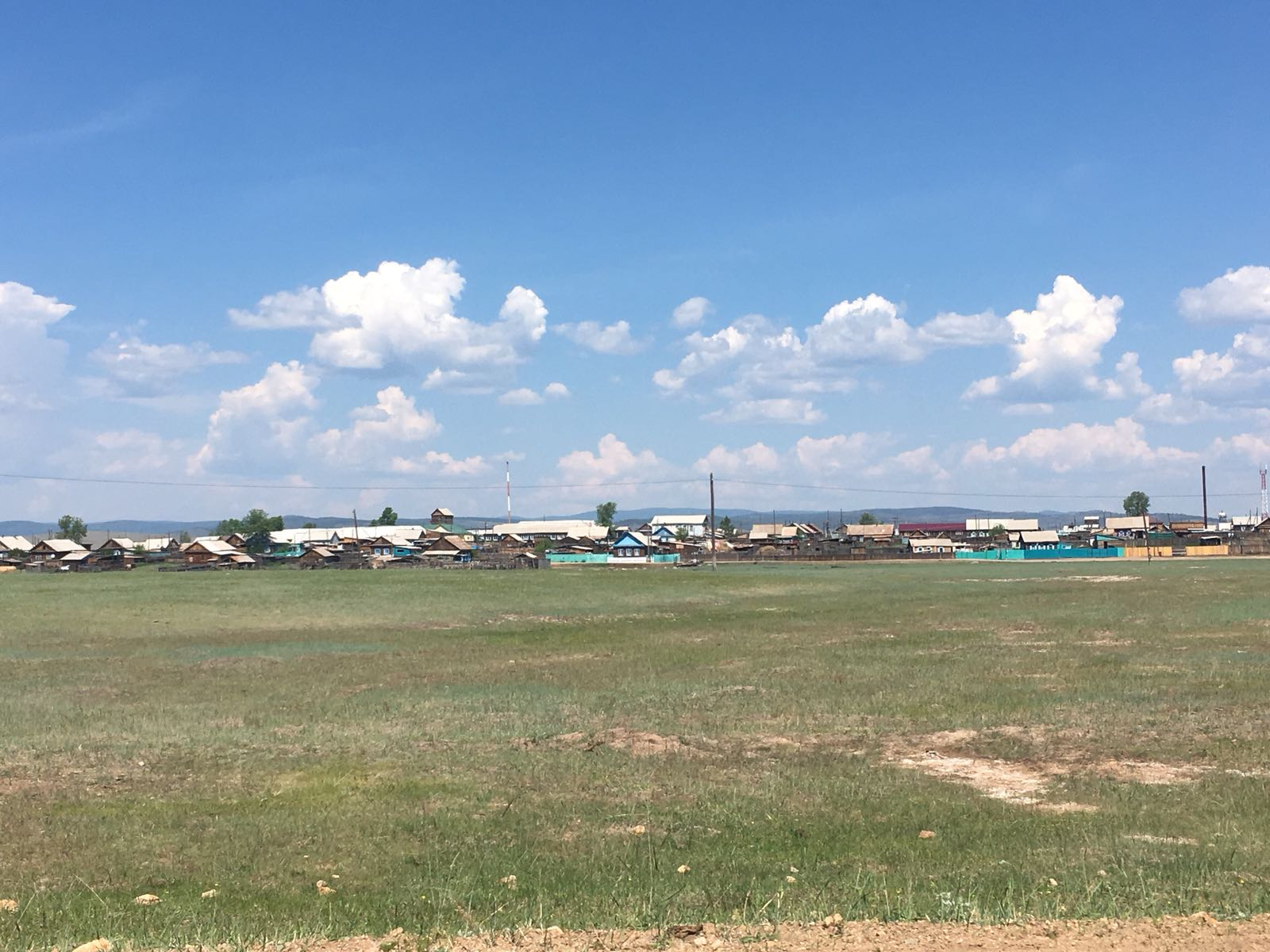
Село Можайка, вид с автотрассы Улан-Удэ-Сосново-Озерское

Расположен на реке Эгите (Поперечная, правый приток Уды) в 55 км к юго-западу от районного центра, села Сосново-Озёрское, по северной стороне межрегиональной автодороги Р436 Улан-Удэ — Романовка — Чита.

### Климат
Климат резко континентальный с малоснежной и морозной зимой, коротким, но тёплым летом. Самая низкая температура января доходит до -35—40 С°, а высокие летние температуры в июле поднимаются до 25—28 С°.

## Население
| 2002 | 2010  |
| ---- | ----- |
| 1004 | ↗1117 |

### Известные люди
Здесь родился Цындыжапов, Матвей Цыренович (1981—2007) — российский спортсмен-боксёр.

## Инфраструктура
- Средняя общеобразовательная школа
- Детский сад
- Дом культуры
- Библиотека
- Участковая больница
- Школа-интернат
- Почтовое отделение

## Экономика
СПК, СДК, автоматич.телеф.станция, лесничество, межлесхоз, маслозавод, магазин от базы БКС, магазины частных предпринимателей.